# Kremser Sportclub
Il Kremser Sportclub, abbreviato in Kremser SC o Krems, è la società calcistica di Krems, città della Bassa Austria, uno dei nove stati federati dell'Austria.
Attualmente milita in 2. Landesliga, la quinta divisione del campionato austriaco di calcio, nonché la seconda più elevata organizzata dalla Niederösterreichischer Fussballverband.

## Stadio
La squadra gioca le partite casalinghe al Sepp-Doll-Stadion, capace di 10.000 spettatori. Costruito nel 1923, fino al 1988 era chiamato semplicemente Kremser Stadion. Le dimensioni del campo di gioco sono di 103 x 67 metri.

## Palmarès

### Competizioni nazionali
- Campionato amatoriale: 1

1930
- Coppa d'Austria: 1

1987-1988

### Competizioni regionali
- Campionato della Bassa Austria: 7

1929-1930, 1930-1931, 1932-1933, 1953-1954, 1973-1974, 1982-1983, 2000-2001
- Coppa della Bassa Austria: 1

1935-1936

### Altri piazzamenti
- Supercoppa d'Austria:

Finalista:1988

## Statistiche

### Statistiche nelle competizioni UEFA
Tabella aggiornata alla fine della stagione 2017-2018.
| Competizione      | Partecipazioni | G | V | N | P | RF | RS |
| ----------------- | -------------- | - | - | - | - | -- | -- |
| Coppa delle Coppe | 1              | 2 | 1 | 0 | 1 | 1  | 5  |